# Walter Roubitschek
Walter Roubitschek (* 8. März 1929 in Böhmisch Leipa, Tschechoslowakei) ist ein deutscher Agrargeograph und Hochschullehrer.

## Leben und Werk
Nach dem Besuch des Gymnasiums studierte Roubitschek und promovierte in Halle (Saale) 1957 zum Dr. rer. nat. Danach wurde er nach seiner Habilitation 1962 Dozent an der Martin-Luther-Universität Halle-Wittenberg und Abteilungsleiter für Angewandte Agrargeographie und landwirtschaftliche Regionalplanung. Später übernahm er den Lehrstuhl Agrargeographie und Landwirtschaftliche Regionalplanung der Sektion Pflanzenproduktion der Martin-Luther-Universität Halle-Wittenberg.
Er trat der Geographischen Gesellschaft der DDR bei und gehört der Deutschen Akademie der Naturforscher Leopoldina, Sektion Geowissenschaften, an.

## Schriften (Auswahl)
- Die amtliche Altenburger Kartographie . Halle/S. 1957.
- Die regionale Struktur der Bodennutzung im Gebiet der Deutschen Demokratischen Republik 1955. Halle/S. 1962.
- Standortkräfte in der Landwirtschaft der DDR. Gotha 1969.
- Die Gleichberechtigung der Frau in unserem Staat. Halle/S. 1973.